# Terrainfolgeradar

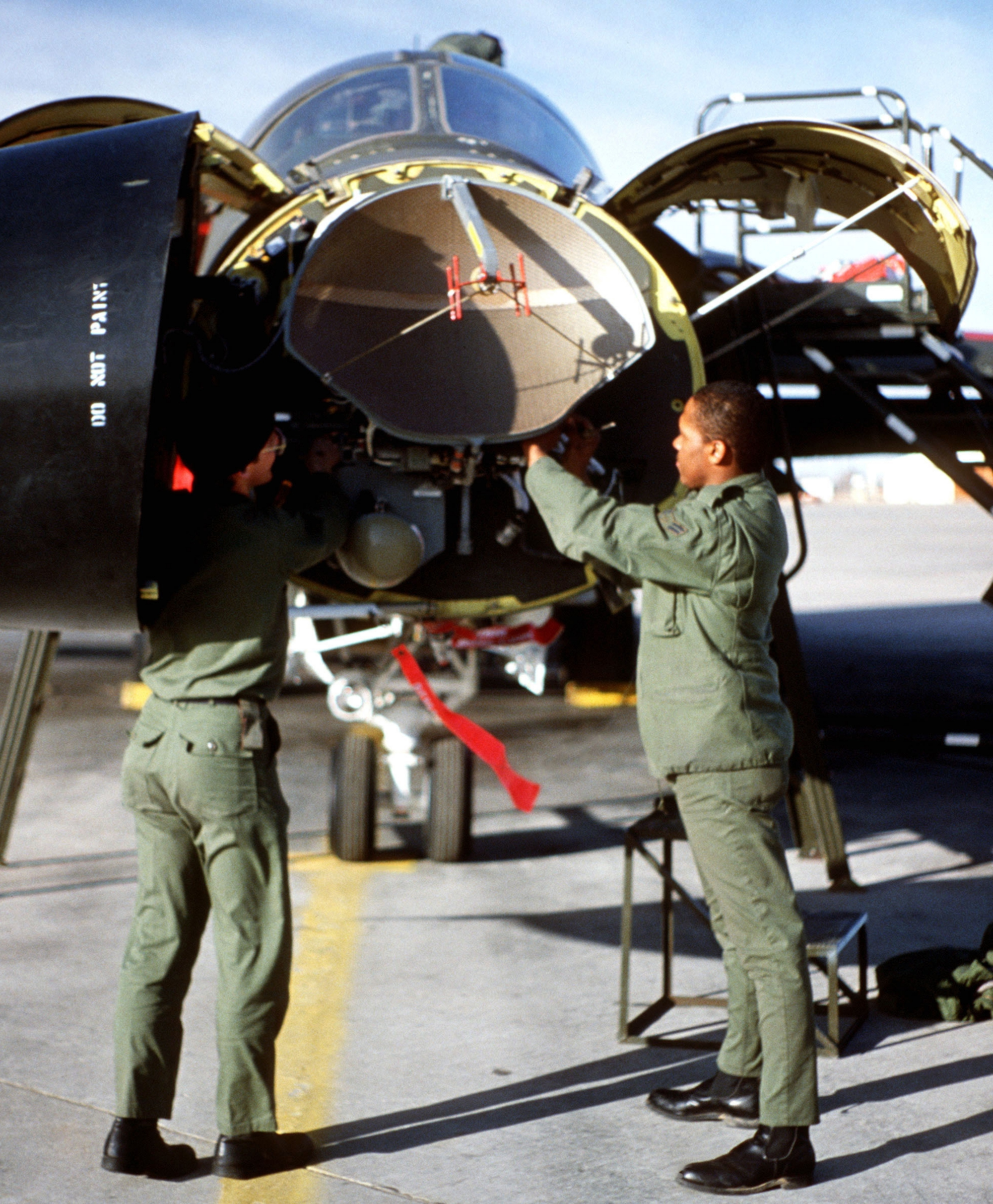
Das Terrainfolgeradar AN/APQ-128 in der F-111D ist das kleine kugelförmige Radom unter dem Parabolspiegel des AN/APQ-130

Terrainfolgeradar (englisch terrain-following radar, TFR), auch Geländefolgeradar oder seltener Bodenfolgeradar, ist eine Technik, die es einem tieffliegenden Luftfahrzeug ermöglicht, automatisch eine relativ konstante Flughöhe über Grund einzuhalten. 

## Verfahren, Technik und Verwendung
Das System funktioniert durch Senden eines Radarsignals in Richtung Erdoberfläche, auf den vor dem Luftfahrzeug liegendem Bereich, der überflogen werden soll. Die zurückgeworfenen Strahlen werden analysiert, um die Veränderungen des Geländes festzustellen. Diese Information kann dann vom Autopiloten des Flugzeuges verwendet werden, um automatisch eine konstante Höhe über dem Boden einzuhalten.
Die Technik wird vorwiegend von militärisch genutzten Flugzeugen eingesetzt, um im Tiefflug mit hohen Geschwindigkeiten in feindlichem Terrain zu fliegen. Dies soll die Entdeckung durch gegnerisches Radar erschweren und ermöglicht Flüge auch bei unzureichenden Wetterverhältnissen sowie bei Dunkelheit.
Einige Flugzeuge, wie zum Beispiel der Tornado, besitzen mehrere Radargeräte, wobei ein System ausschließlich für den Bodenfolgeflug genutzt wird. Modernere Flugzeuge wie die Rafale können mit ihrem Phased-Array-Radar gleichzeitig vorwärts und nach unten schauen.
Auch Militärhubschrauber können mit Terrainfolgeradar ausgerüstet sein. Wegen ihrer geringeren Geschwindigkeit und der guten Manövrierbarkeit können sie normalerweise eine geringere Höhe als Flugzeuge einhalten.
Das Terrainfolgeradar wird auch manchmal in der zivilen Luftfahrt verwendet, zum Beispiel wenn es bei der Erstellung von Luftbildaufnahmen erwünscht ist, eine konstante Höhe über Grund einzuhalten.

## Flugzeuge mit Terrainfolgeradar

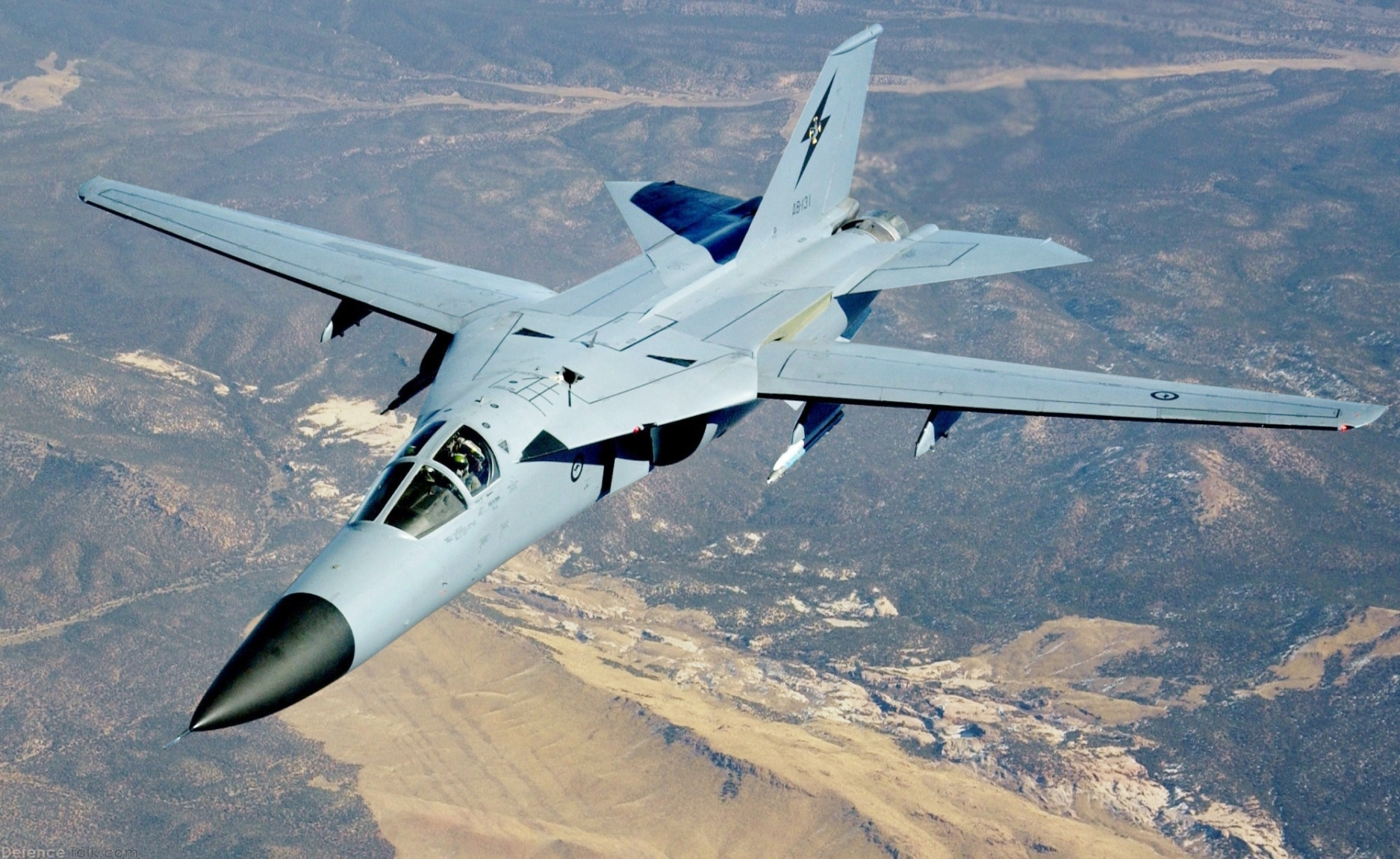
Die F-111C verwendet TFR

- A7A/B/C/D/E
- AIDC F-CK-1 C/D Hsiang Sheng
- Rockwell B-1
- B-2
- F-15E
- F-16E/F
- F/A-18C/D
- F-105
- F-111
- Dassault Mirage F1
- Dassault Rafale
- RF-4C
- Panavia Tornado
- Tupolew Tu-160
- Suchoi Su-34